# Dritëro Agolli
Dritëro Agolli (ur. 13 października 1931 we wsi Menkulas w rejonie Devollu, zm. 3 lutego 2017 w Tiranie) – albański poeta, pisarz, scenarzysta filmowy i dziennikarz.

## Życiorys
Mając niespełna 14 lat przyłączył się do ruchu oporu i był kurierem IX Brygady Armii Narodowo-Wyzwoleńczej. Po zakończeniu wojny uczył się w gimnazjum w Gjirokastrze. W konkursie na stypendium umożliwiające studia w ZSRR był jednym z trzech laureatów. Studia wyższe filologiczne odbył na uniwersytecie leningradzkim. W 1957 powrócił do kraju i podjął pracę w dzienniku Zëri i Popullit. W latach 1973–1992 pełnił funkcję przewodniczącego Związku Pisarzy i Artystów Albanii. W latach 1974–2005 był deputowanym do parlamentu albańskiego, początkowo jako członek Albańskiej Partii Pracy, a od 1992 Socjalistycznej Partii Albanii.
Pierwsze wiersze opublikował w roku 1947 w piśmie Rinia (Młodzież). Jego bogata twórczość literacka obejmuje utwory poetyckie, opowiadania, powieści, dramat i scenariusze filmowe. Pisał także teksty piosenek. W 1971 Alida Hisku na X Festiwalu Piosenki zdobyła II nagrodę za piosenkę „E Paharruara”, do której tekst napisał Agolli.
Będąc wiernym obowiązującej w Albanii ideologii socrealizmu, podjął w kilku swoich utworach lirycznych problem wewnętrznych dylematów poety. Już w latach 70. był krytykowany za obecną w jego utworach ironię, którą jego krytycy odbierali jako krytykę systemu, stworzonego przez Envera Hodżę. W 1980 cenzura zablokowała druk dramatu Mosha e bardhë (Biały wiek), a także kilku opowiadań autorstwa Agollego, które miały ukazać się w piśmie Nëntori. Dorobek twórczy Agollego obejmuje także dzieła naukowe, poświęcone literaturze albańskiej.
W styczniu 1992 przeszedł na emeryturę. W 1999 r. od Prezydenta Republiki Albanii otrzymał order Honor Narodu (alb. Nderi i kombit). W 2003 otrzymał tytuł Honorowego Obywatela Tirany,  a w 2017 tytuł Honorowego Obywatela Fieru. W 2016 uzyskał doktorat honoris causa Uniwersytetu Tirańskiego. Zmarł w 2017 z powodu niewydolności układu oddechowego. Imię Agolliego noszą szkoły w Tiranie i w Bilishcie.

## Życie prywatne
Był dwukrotnie żonaty. Pierwszą jego żoną była Rosjanka Nina Nowikow, z którą miał syna Arjana. Para rozwiodła się w 1963, po zerwaniu stosunków Albanii z ZSRR. 4 października 1965 poślubił dziennikarkę Sadije Kecaj, z którą miał dwoje dzieci (Artan i Elona).

## Twórczość

### Tomiki poetyckie
- Hapat e mia në asfalt (Moje kroki na asfalcie, 1961),
- Shtigje malesh dhe trotuare (Górskie ścieżki i chodniki, 1965),
- Devoll-Devoll (1964)
- Mesditë (Południe, 1968),
- Baballarët (Ojcowie, 1969),
- Nënë Shqipëri (Matka Albania, 1974),
- Fjala gdhend gurin (Słowo rzeźbi kamień, 1977),
- Udhëtoj i menduar (Podróżuję myśląc, 1985),
- Pelegrini i vonuar (Spóźniony pielgrzym, 1993),
- Lypësi i kohës (Żebrak czasu, 1995),
- Shpirti i gjyshërve (1996)
- Vjen njeriu i çuditshëm (1996)
- Kambana e largët (1998)
- Fletorkat e mesnatës (Zapiski o północy, 1999)
- Antologji poetike për kuajt: (33 poezi dhe 2 proza poetike nga Dritëro Agolli): me një studim hyrës nga autori (2014)

### Proza
- Komisari Memo (Komisarz Memo, 1970)
- Zhurma e erërave të dikurshme (Szum dawnych wiatrów, 1964)
- Njeriu me top (Człowiek z armatą, 1975)
- Trandafil në gotë (Róża w szklance, 1980)
- Çudira dhe marrëzi: fabula-epigrame (1995)
- Njerëz të krisur: tregime dhe novela (1995)
- Kalorësi lakuriq (1996)
- Arka e Djallit (1997)

### Scenariusze filmowe
- 1968: Horizonte te hapura
- 1970: I teti ne bronz
- 1973: Krevati i Perandorit
- 1977: Njeriu me top
- 1982: Njeriu i mirë

## Tłumaczenia polskie
- Początek poematu o Qemalu Stafie, Piramidy, Smutek, Śmierć matki, Elegia dla psa, Szaro, Pielgrzym, Człowiek i czas, Tajemnica świecy, [w:] Nie jest za późno na miłość. Antologia poezji albańskiej XX wieku, przeł. M.Saneja, Sejny 2005.